# Squalius cii
Squalius cii är en fiskart som först beskrevs av Richardson, 1857.  Squalius cii ingår i släktet Squalius och familjen karpfiskar. IUCN kategoriserar arten globalt som livskraftig. Inga underarter finns listade i Catalogue of Life.